# 小倉日記 (銘菓)
小倉日記（こくらにっき）は福岡県北九州市小倉南区に本社を置くつる平が製造・販売している北九州の銘菓でありクリーム入りのミニバウムクーヘンである。
1899年（明治32年）から1902年（明治35年）まで第12師団の軍医部長として小倉に赴任し、居住していた森鷗外にちなみ、小倉居住時に執筆された同名作品の小倉日記からのネーミングである。

## 取扱店
- 北九州の銘菓として、つる平各店やJR小倉駅や北九州空港などの施設やデパートや観光地の土産物店などで販売されている。